# Alvania pseudoareolata
Alvania pseudoareolata är en snäckart som beskrevs av Waren 1974. Alvania pseudoareolata ingår i släktet Alvania och familjen Rissoidae. Inga underarter finns listade i Catalogue of Life.